# Biserica „Nașterea Maicii Domnului” din Sibiciu de Sus
Biserica cu hramul „Nașterea Maicii Domnului” din Sibiciu de Sus, oraș Pătârlagele, județul Buzău, a fost construită în anul 1794. Lăcașul de cult figurează pe lista monumentelor istorice 2010, cod LMI BZ-II-m-B-02481.

## Imagini

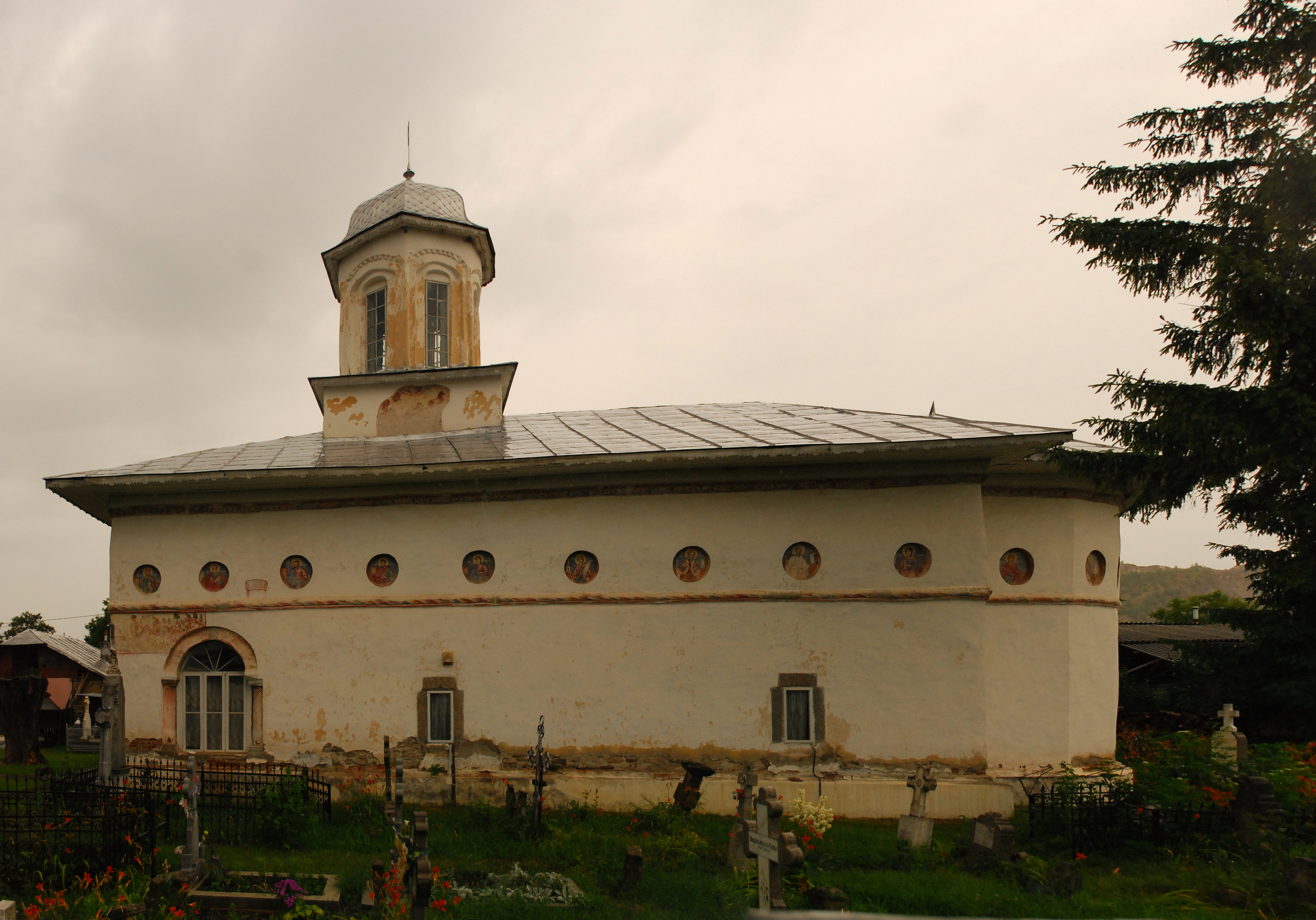